# We Are Lady Parts
We Are Lady Parts ist eine Britcom-Fernsehserie von Nida Manzoor über eine Gruppe muslimischer Frauen, die eine Punkband bilden.
Nach einer Pilotfolge im Dezember 2018 erschien eine sechsteilige Staffel ab dem 20. Mai 2021. Die zweite Staffel startete am 30. Mai 2024 auf Peacock und Channel 4.
In Deutschland erhielt die Serie ihre Premiere am 12. August 2025 bei ZDFneo.

## Figuren
Die Serie handelt von der Londoner Punkrock-Band Lady Parts (englische Bezeichnung für weibliche Geschlechtsorgane), die aus vier jungen muslimischen Frauen besteht.
- Amina Hussain ist Doktorandin der Mikrobiologie und zugleich in der gläubigen Gemeinde auf der Suche nach einem Ehemann. Sie ist Fan von Country-Musik und Don McLean und gibt Kindern Gitarrenunterricht, tritt aber nicht mehr selbst auf, da ihre Nervosität Übelkeit hervorruft. Dennoch wird sie die neue Lead-Gitarristin der Band, zunächst nur mit der Aussicht, dass Ayeshas Bruder Ahsan mit ihr ausgehe. Die Band mit ihrer rebellischen Haltung will sie vor ihren an Sittsamkeit und islamischen Regeln orientierten Freundinnen geheim halten, während ihre Eltern sie unterstützen, das zu tun, was sie möchte. Durch Voiceover-Kommentare an den Zuschauer durchbricht sie die Vierte Wand.
- Saira ist die Lead-Sängerin und Gitarristin der Band und arbeitet bei einer Halāl-Metzgerei. Sie trägt kurze Haare und männliche Kleidung. Als Kopf und Gründerin der Band steht für sie an erster Stelle die Band, wofür diese steht, und die Integrität der Musik. Nach dem Tod ihrer Schwester von ihrer Familie entfremdet hat sie Bindungs- und Wutprobleme.
- Ayesha ist die Schlagzeugerin der Band und verdient ihr Geld als Uberfahrerin. Sie trägt ein Kopftuch. Sie ist lesbisch und verliebt sich in die Influencerin Zarina, die einen Artikel über die Lady Parts schreiben soll.
- Bisma ist die Bassistin und Background-Sängerin der Band und Comiczeichnerin ihrer eigenen Werke feministischer Themen. Sie ist verheiratet und Mutter einer Tochter.
- Momtaz ist die Managerin der Band. Sie trägt einen Niqab, dampft darunter E-Zigaretten und ist Verkäuferin von Damenunterwäsche.

## Episodenliste

### Pilot (2018)
| Nr. (ges.) | Nr. (St.) | Deutscher Titel | Originaltitel | Erstausstrahlung UK | Deutschsprachige Erstausstrahlung (D) | Regie        | Drehbuch     |
| ---------- | --------- | --------------- | ------------- | ------------------- | ------------------------------------- | ------------ | ------------ |
| –          | 1         | –               | Lady Parts    | 21. Dez. 2018       | –                                     | Nida Manzoor | Nida Manzoor |

### Staffel 1 (2021)
| Nr. (ges.) | Nr. (St.) | Deutscher Titel                  | Originaltitel           | Erstausstrahlung UK | Deutschsprachige Erstausstrahlung (D) | Regie        | Drehbuch     |
| --- | --------- | -------------------------------- | ----------------------- | ------------------- | ------------------------------------- | ------------ | ------------ |
| 1 | 1         | Spiel was vor                    | Play Something          | 20. Mai 2021        | 12. Aug. 2025                         | Nida Manzoor | Nida Manzoor |
| Amina befindet sich auf Suche nach einem Ehemann, die Lady Parts nach einer Lead-Gitarristin. Durch Ayeshas attraktiven Bruder Ahsan wird Amina zu ihnen gelockt, aber sie meint, sie spiele nicht, sondern unterrichte nur. Bei einer Spendengala, bei der ihre Schüler spielen sollen, wird sie allerdings spielend gesehen und muss sich erbrechen. Dennoch ist Saira sicher, das ist ihre Gitarristin.                                                                                   |           |                                  |                         |                     |                                       |              |              |
| 2 | 2         | Potenzieller zukünftiger Ehemann | Potential Future Spouse | 27. Mai 2021        | 12. Aug. 2025                         | Nida Manzoor | Nida Manzoor |
| Amina und die Band machen einen Deal aus, wenn sie bei ihnen einsteigt, werde Ahsan mit ihr ausgehen. So haben die beiden ein Date, in das Amina mehr hineininterpretiert. Erst nachdem ihre Freundin Noor das angebliche Paar zu ihrer Verlobungsfeier einlädt, schafft Ahsan aufzuklären, dass er nur Freunde bleiben will. Basierend auf Aminas Gefühlen darüber schafft die Band einen Song.                                                                                             |           |                                  |                         |                     |                                       |              |              |
| 3 | 3         | Erdenbürgerinnen                 | Earth Natives           | 3. Juni 2021        | 12. Aug. 2025                         | Nida Manzoor | Nida Manzoor |
| Amina führt ein Doppelleben zwischen der Band, mit der sie für ein Vorspielen probt, und ihren Freundinnen, denen sie nicht von der Band erzählt, während sie Noors Verlobungsfeier vorbereitet. Beide Veranstaltungen fallen aber auf denselben Termin. Auf der Feier gibt Ahsan mit ihr ein Paar, bis Saira sie für die Audition abholen kommt. Doch auf der Bühne ist Amina zu nervös, um zu spielen.                                                                                     |           |                                  |                         |                     |                                       |              |              |
| 4 | 4         | Godzilla                         | Godzilla                | 10. Juni 2021       | 12. Aug. 2025                         | Nida Manzoor | Nida Manzoor |
| Amina gesteht Noor, dass sie nicht mit Ahsan zusammen ist, und will zunächst die Gitarre abgeben, weil sie das Vorspielen ruiniert hat, aber entscheidet doch, dass sie bei der Band bleiben will. Saira hilft ihr mit der Bühnenangst, indem sie bei einem Poetry-Slam Texte vortragen. Momtaz kontaktiert zur Promotion der Band die Influencerin Zarina, in die Ayesha sich sofort verliebt. Sie organisiert der Band einen Gig in einem Pub, bei dem Amina schafft, ihr Solo zu spielen. |           |                                  |                         |                     |                                       |              |              |
| 5 | 5         | Bad Girls des Islam              | Represent               | 17. Juni 2021       | 12. Aug. 2025                         | Nida Manzoor | Nida Manzoor |
| Ayesha und Zarina werden ein Paar, doch bald wandelt deren Begeisterung sich in kritische Fragen um. Als ihr Artikel erscheint, der die Band als die „Bad Girls of Islam“ bezeichnet, fühlen sie sich missrepräsentiert. Im Internet bekommen sie Hassnachrichten dafür, dass sie sich harām verhielten und Muslimas in einem schlechten Licht darstellen würden. Auch erfahren so Aminas Freundinnen, dass sie „sündige Musik“ mache. Sairas Wut führt zum Bruch der Band.                  |           |                                  |                         |                     |                                       |              |              |
| 6 | 6         | Sparta                           | Sparta                  | 24. Juni 2021       | 12. Aug. 2025                         | Nida Manzoor | Nida Manzoor |
| Während Amina sich mit Noors Hilfe wieder auf Suche nach einem Partner macht, gibt Momtaz die Band nicht auf und findet beim Durchforsten der Kommentare auch Fans, die einen Gig fordern, wofür sie Saira dazu bringt, sich zu entschuldigen. Als sie keinen Veranstalter findet, organisiert sie selbst den öffentlichen Auftritt, der viele Besucher anlockt. Nach Zureden ihrer Mutter kommt auch Amina dorthin und spielt wieder mit der Band, die gefeiert wird.                       |           |                                  |                         |                     |                                       |              |              |

### Staffel 2 (2024)
| Nr. (ges.) | Nr. (St.) | Deutscher Titel | Originaltitel                 | Erstausstrahlung UK | Deutschsprachige Erstausstrahlung (D) | Regie        | Drehbuch     |
| ---------- | --------- | --------------- | ----------------------------- | ------------------- | ------------------------------------- | ------------ | ------------ |
| 7          | 1         | –               | Villain Era                   | 30. Mai 2024        | –                                     | Nida Manzoor | Nida Manzoor |
| 8          | 2         | –               | Malala Made Me Do It          | 30. Mai 2024        | –                                     | Nida Manzoor | Nida Manzoor |
| 9          | 3         | –               | It’s Britney, Bitch           | 6. Juni 2024        | –                                     | Nida Manzoor | Nida Manzoor |
| 10         | 4         | –               | Don’t Let Me Be Misunderstood | 6. Juni 2024        | –                                     | Nida Manzoor | Nida Manzoor |
| 11         | 5         | –               | Funny Muslim Song             | 13. Juni 2024       | –                                     | Nida Manzoor | Nida Manzoor |
| 12         | 6         | –               | Glass Ceiling Feeling         | 13. Juni 2024       | –                                     | Nida Manzoor | Nida Manzoor |

## Besetzung und Synchronisation
Die deutschsprachige Synchronisation entstand nach Dialogbüchern von Marina Rehm und unter der Dialogregie von Lilli-Hannah Hoepner durch Arena Synchron.
| Rolle            | Darsteller          | Beschreibung                   | Folgen                         | Sprecher              |
| Lady Parts       | Lady Parts          | Lady Parts                     | Lady Parts                     | Lady Parts            |
| ---------------- | ------------------- | ------------------------------ | ------------------------------ | --------------------- |
| Amina            | Anjana Vasan        | Gitarristin                    | 1.1–2.6                        | Friedel Morgenstern   |
| Saira            | Sarah Kameela Impey | Sängerin                       | 1.1–2.6                        | Johanna von Gutzeit   |
| Bisma            | Faith Omole         | Bassistin                      | 1.1–2.6                        | Dela Dabulamanzi      |
| Momtaz           | Lucie Shorthouse    | Managerin                      | 1.1–2.6                        | Jenny Maria Meyer     |
| Ayesha           | Juliette Motamed    | Schlagzeugerin                 | 1.1–2.6                        | Flavia Vinzens        |
| Weitere          |                     |                                |                                |                       |
| Ahsan            | Zaqi Ismail         | Ayeshas Bruder, Aminas Schwarm | 1.1–2.6                        | David Brizzi          |
| Noor             | Aiysha Hart         | Aminas beste Freundin          | 1.1–1.6, 2.2, 2.4              | Alice Bauer           |
| Abdullah         | David Avery         | Sairas Freund                  | 1.1–1.6                        | Henning Nöhren        |
| Sahar            | Chantelle Alle      | Aminas und Noors Freundinnen   | 1.1–1.6                        |                       |
| Zeyba            | Halema Hussain      | Aminas und Noors Freundinnen   | 1.1–1.6                        |                       |
| Sabah            | Sarah Seggari       | Aminas und Noors Freundinnen   | 1.1–1.6                        |                       |
| Seema            | Shobu Kapoor        | Aminas Mutter                  | 1.1–1.3, 1.6–2.1, 2.3, 2.5–2.6 | Swantje Wascher       |
| Tariq            | Madhav Sharma       | Aminas Vater                   | 1.1–1.3, 1.6                   | Faliou Seck           |
| Wasim            | Demmy Ladipo        | Bismas Mann                    | 1.1, 1.3–1.6, 2.2, 2.4         | Alexander Prince Osei |
| Imani            | Edesiri Okepnerho   | Bismas Tochter                 | 1.1–1.2, 1.4–1.6, 2.2–2.6      | Mina Schwanhäuser     |
| Imran            | Bhavik Pankhania    | Noors Verlobter                | 1.3                            | Roman Wolko           |
| Zarina           | Sofia Barclay       | Influencerin, Ayeshas Freundin | 1.4–1.5                        | Julie Bonas           |
| Billy            | Jack Riddiford      | Ahsans Kollege                 | 2.1–2.5                        |                       |
| Taifa            | Kimani Arthur       | Band Second Wife               | 2.1–2.3, 2.6                   |                       |
| Farah            | Eman Alali          | Band Second Wife               | 2.1–2.3, 2.6                   |                       |
| Ali              | Bradley Banton      | Band Second Wife               | 2.1–2.3, 2.6                   |                       |
| Sister Squire    | Meera Syal          | Sairas Idol                    | 2.1, 2.5–2.6                   |                       |
| Laura            | Anna Tolstoy        | Ayeshas Partnerin              | 2.2–2.4, 2.6                   |                       |
| Malala Yousafzai | Malala Yousafzai    | Aktivistin                     | 2.2                            |                       |
| Clarice          | Lydia Leonard       | professionelle Managerin       | 2.3–2.6                        |                       |

Im Pilot wurde Saira von Ritu Arya, Bisma von Danielle Vitalis sowie Ahsan von Staz Nair gespielt. Daneben traten bereits Vasan als Protagonistin Amina, Motamed und Shorthouse als die übrigen Bandmitglieder, Kapoor und Sharma als Aminas Eltern und Avery als Sairas Freund Abdullah auf.

## Produktion und Musik
We Are Lady Parts stammt von Nida Manzoor, die sowohl den Pilotfilm, der 2018 bei Channel 4 als sogenannter „Comedy Blap“ erschien, als auch die sechsteilige Staffel geschrieben und inszeniert hat. Zu der Idee war sie durch ihre Liebe zur Musik und mangelnde Diversität in der medialen Darstellung muslimischer Frauen, die oft als unterdrückt oder Opfer gezeigt würden, inspiriert. In dem Piloten waren Anjana Vasan, Juliette Motamed und Lucie Shorthouse als Amina, Ayesha und Momtaz bereits dabei; für die Serie wurden Saira und Bisma mit Sarah Kameela Impey und Faith Omole neu besetzt. Fast alle der Schauspielerinnen für die Bandmitglieder waren bereits vorher Musikerinnen. Vasan, Impey und Motamed singen, letztere hatte vorher aber noch kein Schlagzeug gespielt. Omole lernte nach ihrer Besetzung in zwei Wochen, Bassgitarre zu spielen. Die Lieder der Band wurden von Manzoor mit ihren Geschwistern in wenigen Wochen geschrieben. Diese behandeln aktuelle Themen für junge muslimische Frauen auf ironische Weise und mit popkulturellen Verweisen in Titeln wie „Voldemort Under My Headscarf“ und „Bashir With The Good Beard“; daneben enthält die Serie Covers von „9 to 5“ und „We Are the Champions“. Die zweite Staffel enthält Covers von „Oops!… I Did It Again“ und „The Reason“ und Beiträge von Gastmusikern. Zur zweiten Staffel erschien ein offizielles Album mit Musik der beiden Staffeln.

### Soundtrack
| St. | Lied                                            | Interpret    | Länge |
| --- | ----------------------------------------------- | ------------ | ----- |
| 1   | Ain’t No One Gonna Honour Kill My Sister But Me | Lady Parts   | 2:30  |
| 1   | Bashir With The Good Beard                      | Lady Parts   | 2:21  |
| 1   | Voldemort Under My Head Scarf                   | Lady Parts   | 1:46  |
| 1   | 9 to 5                                          | Lady Parts   | 1:58  |
| 1   | Fish And Chips                                  | Lady Parts   | 1:52  |
| 1   | Creep                                           | Anjana Vasan | 1:54  |
| 1   | We Are the Champions                            | Lady Parts   | 2:45  |
| 2   | Villain Era                                     | Lady Parts   | 2:50  |
| 2   | Bashir With The Good Beard                      | Second Wife  | 1:45  |
| 2   | Malala Made Me Do It                            | Lady Parts   | 1:54  |
| 2   | Oops!… I Did It Again                           | Lady Parts   | 2:50  |
| 2   | Don’t Let Me Be Misunderstood                   | Faith Omole  | 2:06  |
| 2   | Glass Ceiling Feeling                           | Lady Parts   | 2:27  |
| 2   | Jama Narenji, The Undeniable & Nbeed            | Gastmusiker* | 3:56  |
| 2   | The Reason                                      | Lady Parts   | 2:37  |
|     |                                                 | Gesamtlänge  | 35:37 |

Gastmusiker: Elaha Soroor, SHEZ, Haleemah X, Lauriem, Rasha Nahas, Sai

## Ausstrahlung
Am 21. Mai 2021 begann die wöchentliche Ausstrahlung bei Channel 4, während die gesamte Staffel als Boxset auf der Online-Plattform All 4 des Senders erschien. Ebenfalls wurde der Soundtrack zur Serie veröffentlicht. In den Vereinigten Staaten erschien sie ab dem 3. Juni beim Streaminganbieter Peacock. Im November 2021 wurde sie um eine zweite Staffel verlängert. Diese erhielt als Ausstrahlungsbeginn bei Peacock und Channel 4 den 30. Mai 2024. In der zweiten Staffel hatten Aktivistin Malala Yousafzai und Comedian Meera Syal einen Gastauftritt.
In Deutschland wird die erste Staffel mit allen Episoden am Stück am 12. August 2025 bei ZDFneo ausgestrahlt und einen Tag später in der Mediathek zur Verfügung gestellt werden.

## Rezeption
Die Serie hält bei Rotten Tomatoes eine Kritikerwertung von 100 % anhand 38 Kritiken, und bei Metacritic eine Wertung von 83 anhand 17 Kritiken.
Für den Guardian vergibt Chitra Ramaswamy vier von fünf Sternen und findet die Serie extrem albern, aber auch überraschend süß. So etwas wie die Serie habe man im britischen Mainstreamfernsehen noch nie gesehen: „eine Komödie, in der muslimische Frauen lustig, sexuell, lächerlich, religiös, wütend, zwiespältig; eben sie selbst“ sein dürfen. Sie sei „eine Mischung aus der kulturellen Desorientierung der zweiten Migrantengeneration und dem Feminismus der Generation Y, zu einem Teil Chewing Gum und zwei Teilen Wayne’s World.“
Die Serie stelle laut Jen Chaney von Vulture Stereotype über muslimische Kultur auf den Kopf und werfe Klischees über Hijab tragende Frauen, dass sie durchgehend unterwürfig oder unterdrückt seien, in den Staub. Das Besondere sei, dass keine der Frauen in eine Schublade gesteckt werden könne, weil sie unweigerlich aus den Einschränkungen ausbrechen würden.
In einer deutschen Rezension urteilt Gian-Philip Andreas für fernsehserien.de: „Die Serie lädt dazu ein, Vorurteile zu hinterfragen und wäre das perfekte Gegengift für alle, die sich die Welt allzu eindimensional einzurichten pflegen. Das Schönste an ihr aber ist: Hier wird nicht gepredigt, nicht doziert und nicht selbstgerecht in Gut und Böse sortiert. Stattdessen gibt’s das herrliche Chaos der Welt in drei Akkorden und ungestümem Uptempo. Und auch wenn längst nicht jeder Gag sitzt (und schon gar nicht jede Note – es geht hier schließlich um Punk!), bereitet es beim Zuschauen sehr viel Freude.“

## Auszeichnungen/Nominierungen
Edinburgh TV Awards 2021:
- Beste Comedyserie – Auszeichnung
- Bester Schauspieler Comedy – Nominierung für Anjana Vasan

Gotham Awards 2021:
- Beste Serie Kurzformat – Nominierung
- Herausragende Darstellung in einer Serie – Nominierung  für Anjana Vasan

Rose d’Or 2021:
- Nachwuchstalent–Spezialpreis für Nida Manzoor
- Nominierung in der Kategorie Comedy Drama & Sitcom

BAFTA TV Craft Awards 2022
- Auszeichnung für Bestes Casting an Aisha Bywaters
- Auszeichnung für Bestes Drehbuch (Comedy) an Nida Manzoor
- Auszeichnung für Bestes Kostümdesign an PC Williams
- Nominierung als Bestes aufstrebendes Talent (Fiktion) für Nida Manzoor

Golden Reel Award 2022
- Nominierung für Sound Editing bei einer halbstündigen Serie

Independent Spirit Award 2022
- Nominierung als Beste neue Serie
- Nominierung für Beste weibliche Darstellung in einer neuen Serie, für Anjana Vasan

RTS Programme Awards 2022
- Nominierung zum Breakthrough Award für Anjana Vasan
- Auszeichnung für Beste weibliche Comedy-Performance für Anjana Vasan
- Nominierung als Beste Comedy-Serie
- Auszeichnung als Bestes Drehbuch (Comedy) für Nida Manzoor